# Uschi Rubinstein
Pour les articles homonymes, voir Rubinstein.
Uschi Rubinstein Littmann, née le 8 décembre 1921 à Berlin et morte le 25 août 2016 à Amsterdam, est une résistante d'origine polonaise, émigrée en Allemagne puis exilée aux Pays-Bas. Elle est la messagère du groupe de résistance Oosteinde à Amsterdam. Après la Seconde Guerre mondiale, elle mène la carrière d'artiste peintre dont le nazisme l'avait privée.

## Biographie

### Jeunesse
Ursula Littmann, dite Uschi est née le 8 décembre 1921 à  Berlin,.
Elle est la dernière des quatre enfants de Leo Littmann et Rosa Boudner, une famille juive, originaire de Pologne. Son père décède en 1927, alors qu'elle n'a que 6 ans,.
À partir du milieu des années 1930, elle est membre de l'association de la jeunesse juive, le Bund Deutsch-Jüdischer Jugend (de), dirigé par Judith Kozminski, une amie d'Herbert Baum. Les membres lisent des livres interdits par les nazis, comme ceux de Karl Marx et Lénine. Uschi Littmann et son amie Hella Hirsch apposent aussi des affichettes autocollantes anti-nazies dans la ville.
Les Juifs n'ayant désormais plus accès aux écoles supérieures, Uschi Littmann doit renoncer à la formation artistique qu'elle souhaite et se tourne vers l'apprentissage de modiste en 1935, à l'âge de quatorze ans. Le 9 novembre 1938, au moment du pogrom de la Nuit de cristal, elle travaille dans une boutique de chapeaux. Le propriétaire l'envoie se cacher au sous-sol. De là elle entend le fracas du saccage qui a lieu dans la boutique. Le soir même, la famille décide de fuir. Une des sœurs aînées a des contacts à Amsterdam, c'est là qu'elles vont aller, la mère et les trois sœurs, après avoir passé clandestinement la frontière. Aux Pays-Bas, elles détruisent leurs passeports polonais et se déclarent apatrides. Sans permis, elle doit travailler illégalement dans un atelier de modiste.

### Résistance aux Pays-Bas
Uschi Littmann rejoint le Parti socialiste et la Centrale des jeunes travailleurs (nl). Mais elle est déçue par l'insouciance qui y règne et se tourne vers un groupe communiste qui s'occupe de réfugiés, connu comme le Groupe Oosteinde et les fait bénéficier de son expérience d'action dans la résistance allemande. Elle y rencontre Max Rubinstein (1921-2014), juif polonais venant de Düsseldorf, qu'elle épouse le 1er juillet 1943. Ils fondent le Comité voor Bijzondere Joodsche Belangen (nl) (Comité pour les intérêts juifs particuliers) qui donne aux réfugiés juifs la possibilité de se rencontrer et d'avoir des activités culturelles. Il est basé au Tehuis, Oosteinde 16. En 1942, il est placé sous la tutelle du Conseil juif et fait donc partie de l'appareil de persécution des forces d'occupation, tout en continuant de servir de lieu de rencontre au groupe de résistants Osteinde,,,.
Après l'invasion allemande des Pays-Bas, Max et Uschi Rubenstein entrent en clandestinité. Ils se cachent dans divers appartements, dans Keizersgracht, puis Berkelstraat et d'autres lieux encore. Elle rapporte que les hébergements clandestins étaient souvent assurés par des gens modestes, qui vivaient déjà dans des conditions difficiles. Ils vivent avec de "vrais-faux papiers" qu'Uschi Rubinstein obtient par l'intermédiaire d'employés de la police et de l'état civil qui détournent de vraies pièces d'identité. Uschi Littmann est maintenant Ursula Sekely, originaire de Tchécoslovaquie. Le couple se trouve dans une situation ambigüe : d'un côté ils sont clandestins, ont des papiers non juifs, ne portent pas l'étoile jaune, d'un autre côté ils sont officiellement enregistrés comme juifs et ont des papiers dans ce sens. « C'était le plus stressant pour moi. Un jour porter l'étoile, un autre non. On ne savait jamais qui vous avait un jour vu avec ce truc et maintenant vous voyait sans, ou inversément. ».
Le groupe de résistance intensifie son activité. Max Rubinstein réussit, par l'intermédiaire du groupe de résistance, à se faire employer par la Conseil juif au Hollandsche Schouwburg où, avec, entre autres, Jacques van de Kar, il parvient à faire évader des personnes en attente de la déportation. Uschi Rubinstein, comme messagère transporte des journaux clandestins, des documents et les faux-papiers que Max Rubinstein fabrique. Elle raconte qu'elle transportait, dans un sac à main à double fond, les papiers, une plaque de verre et la poudre pour les empreintes digitales qui devaient être apposées sur les nouveaux documents d'identité.
Max et Uschi Rubinstein survivent à la guerre.
Le frère aîné d'Uschi Littmann, Jacques Littmann (1918-1990), envoyé en Argentine avec un faux passeport, en 1936, reste dix ans sans nouvelles de sa mère et de ses trois sœurs avant que la Croix Rouge ne les remette en contact.

### L'après-guerre
Le 9 décembre 1945, Uschi et Max Rubinstein créent une section de la Jeunesse libre allemande à Düsseldorf, alors dans la zone d'occupation britannique.
Elle et Max Rubinstein ont deux enfants, Tanja née en 1971 et Michael né en 1976.
Elle vit à Amsterdam et peut finalement suivre la voie dont elle rêvait, et exerce comme artiste peintre. En 1998, une exposition au Musée historique juif d'Amsterdam, intitulée Naar mijn evenbeeld ... Vrouwelijke joodse kunstenaars, présente 24 femmes artistes juives, parmi lesquelles Uschi Rubinstein
La photographe Marthe Visser réalise un portrait de Max et Ushi Rubinstein.
Uschi Rubinstein décède le 25 aout 2016 à Amsterdam.

## Documents audiovisuels
- (de) Uschi Rubinstein. Eine holländische Malerin aus Berlin, film documentaire de Barbara Kasper, Gregor Schuster et Lothar Schuster (de), 2000[13]
- (de) Hella Hirsch und ihre Freunde, film documentaire de Barbara Kasper et Lothar Schuster, 2007[14]
- (nl) Het spoor terug : Vlucht uit het Derde Rijk, émission radio en 4 épisodes de la VPRO avec des témoignages d'Uschi Littmann et Max Rubinstein[15],[16],[17],[18]
- (nl) Het theater van het geheugen, film de Kees Hin[19]
- Uschi Rubinstein Littmaan, Kristallnacht, témoignage, vidéo dessinée[20]